# Nico Surings
Nico Surings is een Belgisch cameraman en mediafiguur.
Surings werkte als cameraman voor televisieprogramma's als Alles kan beter, Made in Belgium en Vlaanderen Vakantieland. Bij het grote publiek werd hij bekend als cameraman van Tom Waes in het Eén-programma Tomtesterom. Daarin verscheen hij geregeld in beeld met Tom Waes en klankman Pascal Braeckman.
Tijdens de opnames van de Tomtesterom-aflevering Hoe geraak ik in Guinness Book? probeerde Tom Waes een wereldrecord te vestigen en zo in het recordboek te komen. Hij probeerde allerlei records uit, waaronder 100 meter op blote voeten lopen op een ijspiste. De opnames vonden plaats op 8 december 2006 in het IJssportcentrum in Eindhoven (Nederland). Daar vestigde niet Waes een record, maar Surings.